# Vojna mornarica Albanije
Vojna mornarica Albanije je veja albanskih oboroženih sil, ki skrbi za obrambo teritorialnega morja in obale.

## Pripadniki
Leta 2002 je imela vojna mornarica okoli 3.200 pripadnikov. Po reformi, ki naj bi bila zaključena leta 2010, naj bi se število zmanjšalo na 1.600 pripadnikov.

## Oporišča
Glavna mornariška baza je Valona; manjši sta Drač in Sazan.

## Oprema in oborožitev
Večino plovil je zastarelih in rusko/sovjetskega/kitajskega izvora. Trenutno imajo v uporabi:
- okoli 15 hitrih jurišnih hitrokrilnih torpednih čolnov razreda huchuan;
- 2 patruljna čolna razreda shanghai II;
- 2 patruljni ladji razreda kronštadt;
- 3 obalni patruljni čolni razreda PO 2;
- 5 manjših priobalnih patruljnih čolnov (iz presežkov VM ZDA dobavljeni 1999);
- 2 oceanska minoiskalca razreda T 43;
- več manjših pomožnih plovil.